# Das Hohelied Salomos
Das Hohelied Salomos is een album uit 1975 van de Duitse rockgroep Popol Vuh. De teksten zijm gebaseerd op het Hooglied van Salomo uit het Oude Testament. De muziek bouwt verder op het geluid van de vorige albums van de band, en mengt westerse rockmuziek, oosterse muziek, en klassieke en religieuze elementen.

## Tracks
1. "Steh auf, zieh mich Dir nach" – 4:44
2. "Du schönste der Weiber" – 4:28
3. "In den Nächten auf den Gassen I" – 1:33
4. "Du Sohn Davids I" – 2:59
5. "In den Nächten auf den Gassen II" – 3:26
6. "Der Winter ist vorbei" – 3:42
7. "Ja, Deine Liebe ist süßer als Wein" – 3:36
8. "Du Sohn Davids II" – 3:47
9. "Du tränke mich mit Deinen Küssen" – 4:57

Op een cd-heruitgave uit 2005 op het label SPV zijn als bonus "In den Nächten auf den Gassen III", een alternatieve versie van "Schön bist Du vor Menschensöhnen" en een pianoversie van "Mitten im Garten" opgenomen.

## Bezetting
- Florian Fricke: piano
- Daniel Fichelscher: elektrische gitaar, akoestische gitaar, percussie
- Djong Yun: zang

Gasten:
- Alois Gromer – sitar
- Shana Kumar – tabla